# Норманді (Міссурі)
Норманді (англ. Normandy) — місто (англ. city) в США, в окрузі Сент-Луїс штату Міссурі. Населення — 4287 осіб (2020).

## Географія
Норманді розташоване за координатами 38°42′25″ пн. ш. 90°18′3″ зх. д. / 38.70694° пн. ш. 90.30083° зх. д. (38.707038, -90.300858).  За даними Бюро перепису населення США в 2010 році місто мало площу 4,79 км², уся площа — суходіл.

## Демографія
Згідно з переписом 2010 року, у місті мешкало 5008 осіб у 1942 домогосподарствах у складі 1023 родин. Густота населення становила 1046 осіб/км².  Було 2240 помешкань (468/км²).
Расовий склад населення:
| - 69,7 % — чорних або афроамериканців - 21,3 % — білих - 5,6 % — азіатів - 0,3 % — корінних американців |

До двох чи більше рас належало 2,1 %. Частка іспаномовних становила 1,6 % від усіх жителів.
За віковим діапазоном населення розподілялося таким чином: 23,0 % — особи молодші 18 років, 69,3 % — особи у віці 18—64 років, 7,7 % — особи у віці 65 років та старші. Медіана віку мешканця становила 26,0 року. На 100 осіб жіночої статі у місті припадало 84,4 чоловіків;  на 100 жінок у віці від 18 років та старших — 78,9 чоловіків також старших 18 років.
Середній дохід на одне домашнє господарство  становив 38 774 долари США (медіана — 28 983), а середній дохід на одну сім'ю — 57 752 долари (медіана — 46 733). Медіана доходів становила 31 745 доларів для чоловіків та 32 435 доларів для жінок. За межею бідності перебувало 27,4 % осіб, у тому числі 31,5 % дітей у віці до 18 років та 17,6 % осіб у віці 65 років та старших.
Цивільне працевлаштоване населення становило 1956 осіб. Основні галузі зайнятості: освіта, охорона здоров'я та соціальна допомога — 36,9 %, роздрібна торгівля — 16,5 %, виробництво — 11,2 %, науковці, спеціалісти, менеджери — 9,8 %.